# Instituto San Sebastian de Yumbel

Frontispício da escola, localizada no Yumbel, Chile.

O Instituto San Sebastián de Yumbel (Espanhol: Instituto São Sebastião do Yumbel), inicialmente conhecido como Seminario de San Sebastian de Yumbel (Espanhol: Seminário São Sebastião do Yumbel) é uma escola privada emblemática subsidiado Chile transmitir Geral do Ensino Básico (1º ao 8º ano, incluindo a pré-escola e jardim de infância) e Media Education Humanista Científica (de 1ª a 4ª Medio). É uma das mais antigas instituições da Bio Bio região e desempenha um papel importante tanto na comuna de Yumbel e seus arredores.

## História e Desenvolvimento
A escola foi fundada em 6 de Outubro de 1879, pelo Bispo Concepcion Dom Jose  Hipólito Salas e aprovação expressa do Papa Pio IX. Foi fundada originalmente como Seminario de San Sebastian de Yumbel (Espanhol: Seminário São Sebastião do Yumbel), e que o nome é o que aparece nos registros até 1905. Atualmente a escola tem 27 cursos de primeiro nível de Transição (com um curso e segundo nível transição para Quarto Ano Humanista High School - Científicos (dois cursos em cada nível).
Ensino Secundário em 1996 se levantou e foi construído em etapas locais para esse nível e desde 2008 todo o hotel é construído no dia escolar completo (Espanhol: Jornada Escolar Completa Diurna) (J.E.C.D.).